# 布雷贝尔
布雷贝尔是德国石勒苏益格－荷尔斯泰因州的一个市镇。总面积6.96平方公里，总人口397人，其中男性208人，女性189人（2011年12月31日），人口密度57人/平方公里。